# The Veil (miniserie)
The Veil es una miniserie de televisión estadounidense de drama y suspenso escrita por Steven Knight, producida por FX Productions y protagonizada por Elisabeth Moss y Yumna Marwan. Los primeros dos episodios se estrenarón en FX on Hulu el 30 de abril de 2024.

## Sinopsis
Una serie de suspenso sobre un juego potencialmente mortal de verdades y mentiras en el que dos mujeres viajan de Estambul a París y Londres. Una de ellas posee un secreto que la otra debe sacar a la luz.

## Elenco y personajes
- Elisabeth Moss como Imogen Salter, una veterana agente del MI6 especializada en trabajo encubierto.
- Josh Charles como Max, un despiadado agente de control de la CIA asignado para trabajar como enlace americano de Salter.
- Dali Benssalah como Malik
- Yumna Marwan como Adilah
- Haluk Bilginer
- Alec Secareanu
- Thibault de Montalembert
- Kobna Holdbrook-Smith
- James Purefoy
- Joana Ribeiro
- Phill Langhorne
- Dan Wyllie
- Aron von Andrian
- Dali Benssalah

## Episodios
| N.º | Título                | Dirigido por | Escrito por   | Fecha de emisión original |
| --- | --------------------- | ------------ | ------------- | ------------------------- |
| 1   | «The Camp»            | Daina Reid   | Steven Knight | 30 de abril de 2024       |
| 2   | «Crossing the Bridge» | Daina Reid   | Steven Knight | 30 de abril de 2024       |
| 3   | «The Asset»           | Daina Reid   | Steven Knight | 7 de mayo de 2024         |
| 4   | «Declassified»        | Damon Thomas | Steven Knight | 14 de mayo de 2024        |
| 5   | «Grandfather's House» | Damon Thomas | Steven Knight | 21 de mayo de 2024        |
| 6   | «The Cottage»         | Damon Thomas | Steven Knight | 28 de mayo de 2024        |

## Producción

### Desarrollo
La miniserie se anunció en agosto de 2022, y supone la cuarta serie que Steven Knight realiza con FX Productions. Knight también ejerce como productor ejecutivo. Elisabeth Moss también es productora ejecutiva a través de su productora Love & Squalor para la que Lindsey McManus también es productora ejecutiva. Denise Di Novi y Nina Tassler de PatMa Productions también son productoras ejecutivas.

### Casting
En agosto de 2022, se anunció que Elisabeth Moss se unió al eleco principal. Moss ha declarado que desarrollar un acento británico auténtico y practicar las coreografías de acción y acrobacias para hacer creíble su personaje fue un reto mayor que cualquier otro papel anterior. Empezó a aprender el acento varios meses antes de empezar el rodaje.
En febrero de 2023, Josh Charles, Dali Benssalah y Yumna Marwan se unieron al elenco. En marzo de 2023, Haluk Bilginer se unió al elenco. El elenco también incluye a Alec Secareanu, Thibault de Montalembert, Kobna Holdbrook-Smith, James Purefoy, Joana Ribeiro, Phill Langhorne, Dan Wyllie, Aron von Andrian y Dali Benssalah.

### Rodaje
El rodaje tuvo lugar en Turquía y finalizó en marzo de 2023. Otros lugares de rodaje fueron París y Londres. El rodaje tuvo lugar en Kent, Inglaterra, en mayo de 2023, con localizaciones como la Catedral de Canterbury.

## Lanzamiento
La serie se estrenará en Hulu en Estados Unidos, estrenándose el 30 de abril de 2024 con un estreno de dos episodios, Se estrenará internacionalmente en la sección Star en Disney+, y Star+ en Latinoamérica. Según se informa, la serie constará de seis episodios, que concluirán el 28 de mayo de 2024 y se estrenará semanalmente.